# سلام (ترانه لیونل ریچی)
«سلام» (به انگلیسی: Hello) تک‌آهنگی از هنرمند اهل ایالات متحده آمریکا لیونل ریچی است که در ۱۳ فوریه ۱۹۸۴ به عنوان هشتمین تک‌آهنگ از آلبوم نمی‌توانم سرعتم را کم کنم منتشر شد.